# Porecatu
Porecatu este un oraș în Paraná (PR), Brazilia.